# Hornosvratecká vrchovina
Hornosvratecká vrchovina je krajinná oblast (horopisná jednotka) a geomorfologický celek o rozloze 1 097,57 km² na severovýchodním okraji Českomoravské vrchoviny, součást geomorfologické Česko-moravské soustavy v regionálním členění georeliéfu (tvaru zemského povrchu) Česka. Leží z hlediska administrativně správního většinou rozlohy v Kraji Vysočina, jihovýchodní částí v Jihomoravském kraji a severovýchodním okrajem v Pardubickém kraji.
Krajinná oblast protáhlého tvaru, bez územních výběžků připomínající půdorys čtyřúhelníku s vrcholy (od nejsevernějšího) přibližně na katastrálních územích Proseč, Vranová, Štěpánovice a Vojnův Městec. Vzdálenost okrajových míst orientovaných severozápad – jihovýchod činí zhruba 40 km (Proseč – Vranová) a 50 km (Vojnův Městec – Štěpánovice), na liniích severovýchod – jihozápad kolem 23 km (Proseč – Vojnův Městec nebo Vranov – Štěpánovice).
Typem georeliéfu členitá vrchovina až hornatina v nadmořských výškách přibližně 257–836 m, se střední výškou 580,2 m a středním sklonem 6°12', s vyklenutým povrchem prořezaným hlubokými údolími s vodními toky, s nejvýznamnější řekou Svratkou. Geologické podloží tvoří krystalické horniny a částečně permokarbonské a křídové usazeniny.
Na severozápadě Žďárské vrchy se skalními útvary na úzkých hřbetech oddělených hlubokými a rozevřenými údolími, od nich označení georeliéfu žďárského typu. Jihovýchodní část tvoří mohutná klenba Nedvědické vrchoviny s výraznou členitostí georeliéfu v Sýkořské hornatině, tvoří jádro krajinné oblasti s kryogenními tvary (izolované skály, skalní hradby, kamenná moře, balvanové proudy).
Horopisem (orografie) směrem na severozápad (Žďárské vrchy) v nadmořských výškách stoupá, k jihovýchodu (Nedvědická vrchovina) pozvolna klesá. Nejníže je situována hladina řeky Svratky v nadmořské výšce 258 m, přibližně v lokalitě Močidla na katastru Štěpánovice u Tišnova. Významný a nejvyšší v Nedvědické vrchovině vrchol Horní les (772,3 m n. m.) na katastrálním území Rovečné.
Nejvyšších poloh s nadmořskou výškou nad 800 m dosahuje na zalesněných vrcholech se skalními útvary v Devítiskalské vrchovině Žďárských vrchů. Nejvyšším bodem Hornosvratecké vrchoviny, současně Žďárských vrchů a geomorfologického okrsku Devítiskalská vrchovina, je vrchol se zeměpisným názvem Devět skal (836,1 m n. m.) na katastrálním území obce Křižánky v okrese Žďár nad Sázavou náležejícím do Kraje Vysočina.

## Geografie
V geografii Česka krajinná oblast v rozsahu poloh v nadmořských výškách 258 až 836 m na severovýchodním okraji Českomoravské vrchoviny. Hornosvrateckou vrchovinu lze přibližně vymezit obcemi (místy) po jejím obvodu (s nepřesností územních výběžků) od severu:
Proseč u Skutče (lokalita Borka, přesněji řeka Novohradka ve Vranickém údolí pod bezejmenným vrcholem 495,5 m n. m.) – Budislav u Litomyšle (Kamenné Sedliště) – Lubná u Poličky (Skelná Huť) – Široký Důl – Polička (silnice I/34 u odbočky na silnici III/35910 směr Široký Důl – rybníky Přehrady) – Jedlová (Horní Jedlová – Janovský rybník – Balda) – Stašov (Březový rybník – Slavíčkův rybník) – Rohozná (Liščí les – Bořinky – Dolní rybník) – Svojanov – Bohuňov – Prostřední Poříčí – Vranová (celým katastrem) – Letovice (část katastru Meziříčko, lokalita Na hložkách) – Sebranice (vrchol Podsedky 422 m n. m.) – Kunštát (vrchol Chlum 512 m n. m.) – Zbraslavec – Lysice (lokalita Obora) – Zhoř u Rohozce – Jamné u Tišnova – Lomnička – Šerkovice – Lomnice – Řepka – Štěpánovice (většina katastru) – Dolní Loučky (katastr Střemchoví) – Horní Loučky – Skryje – Drahonín (vrchol Vysekanec 513 m n. m.) – Dolní Rožínka – Rožná – Rodkov (lokalita Šířava – vrchol Na vrších 541 m n. m.) – Rozsochy – Kundratice u Rozsoch – Divišov – Zubří – Pohledec – Maršovice – Jiříkovice – Lhotka u Žďáru nad Sázavou (lokality Horačky – Kříby 661 m n. m.) – Počítky (potok Pernička – lokalita Klusač) – Světnov (Lemperský potok – rybník Pstružák) – Škrdlovice – Karlov – Vojnův Městec (Městecký potok – Suchý kopec 683,8 m n. m.) – Vortová (lesní lokalita Na Kozinci, Vortovský potok) – Lhoty (lesní lokalita Mýto) – Herálec (rybník Šantrůček – Kocanda – Brušovec – Březový vrch 684 m n. m.) – Svratka (koryto řeky Svratky – Chlumětínská cesta) – Svratouch (vrchol sedla mezi vrchy Otava a U oběšeného) – Krouna (okrajem lesa u silnice II/354 – Olšiny až nad lokalitu Pleskotka u železniční trati 261) – Čachnov (lokalita Řežnízka) – Pustá Kamenice (Pekelec – železniční zastávka – výškový bod U javoru 658,6 m n. m.) – Rychnov (Rychnovský potok, most silnice I/34) – Otradov (lokalita Na zadech) – Česká Rybná a opět Proseč.

### Původ názvu
Zeměpisné jméno (oronymum) je spojením přídavného jména „hornosvratecká“ (adjektivum) a obecného podstatného jména „vrchovina“ (substantivum). Věcný význam slovního spojení se vztahuje ke geografickému označení polohy vrchoviny v oblasti horního toku řeky Svratky, od jejího prameniště nad Cikhájem v Devítiskalské vrchovině Žďárských vrchů po Štěpánovice, pod vrcholem Dranč (407,0 m) opouští Českomoravskou vrchovinu a vtéká do oblasti tektonické sníženiny Boskovické brázdy Brněnské vrchoviny.

### Geomorfologie a přírodní poměry
Geomorfologie začleňuje Hornosvrateckou vrchovinu mezi geomorfologické celky v rámci regionálního členění georeliéfu (tvaru zemského povrchu) provedeného systémově pro celé území Česka. V seznamu geomorfologických jednotek nese označení třímístným indexem „IIC-4" a obecně ho charakterizuje stejná morfostruktura a historie geomorfologického vývoje.
Podle charakteru georeliéfu se člení na dva geomorfologické podcelky:
- Žďárské vrchy (index IIC-4A), rozloha v celých jednotkách 486 km², skladebné části tvoří čtyři geomorfologické okrsky:
  - Borovský les (index IIC-4A-1), rozloha 114,39 km²
  - Pohledeckoskalská vrchovina (index IIC-4A-2), rozloha 247,92 km²
  - Devítiskalská vrchovina (index IIC-4A-3), rozloha 110,00 km²
  - Milovská kotlina (index IIC-4A-4), rozloha 13,48 km²
- Nedvědická vrchovina (index IIC-4B), rozloha v celých jednotkách 612 km², skladebné části tvoří osm geomorfologických okrsků:
  - Jedlovská plošina (index IIC-4B-1), rozloha 80,12 km²
  - Vírská vrchovina (index IIC-4B-2), rozloha 59,67 km²
  - Kunštátská vrchovina (index IIC-4B-3), rozloha 45,56 km²
  - Křetínská kotlina (index IIC-4B-4), rozloha 8,61 km²
  - Sýkořská hornatina (index IIC-4B-5), rozloha 214,29 km²
  - Pernštejnská vrchovina (index IIC-4B-6), rozloha 124,71 km²
  - Sulkovecká vrchovina (index IIC-4B-7), rozloha 69,7 km²
  - Olešnická kotlina (index IIC-4B-8), rozloha 9,76 km²

Hornosvratecká vrchovina je podle geomorfologického členění georeliéfu Česka součástí geomorfologické podsoustavy s názvem Českomoravská vrchovina (index IIC), náležející do geomorfologické Česko-moravské soustavy (index II) v rámci provincie Česká vysočina (index se neuvádí).
Sousední geomorfologické celky (od nejsevernějšího bodu v katastru Proseče) tvoří:
- Svitavská pahorkatina (index VIC-3) na severovýchodě (Proseč, řeka Novohradka ve Vranickém údolí pod lokalitou Borka – Meziříčko u Letovic, lokalita Pod oborem), součást Východočeské tabule (index VIC) geomorfologické soustavy Česká tabule (index VI), současně rozhraní Českomoravské vrchoviny (index IIC) geomorfologické Česko-moravské soustavy (index II) a v jejím rámci dále
- Boskovická brázda (IID-1) na jihovýchodě (Meziříčko u Letovic – Předklášteří, potok Bobrůvka pod vrcholem Čepička 391 m n. m.), součást Brněnské vrchoviny (index IID), současně rozhraní Českomoravské vrchoviny (index IIC) a v jejím rámci geomorfologické jednotky
- Křižanovská vrchovina (index IIC-5) na jihozápadě (Předklášteří, potok Bobrůvka pod vrcholem Čepička 391 m n. m. – Škrdlovice, lokalita Lán)
- Hornosázavská pahorkatina (index IIC-2) na jihozápadě (Škrdlovice, lokalita K Velkému Dářku – Vojnův Městec, lokalita Borky u silnice I/37)
- Železné hory (index IIC-3) na severozápadě (Vojnův Městec, v poloze 630 m n. m. Městecký potok – Proseč, lokalita Borka)

Tektonicky území součástí devítiskalsko-sýkořské megaantiklinály (Devítiskalská vrchovina – Sýkořská hornatina), protáhlá sníženina u Štěpánova protékaná Svratkou je prolom vzniklý pohybem zemských ker.
V oblasti výskyt značného počtu tvarů mrazového zvětrávání s odnosem hornin zejména fluviální erozní činností vodních toků, podílejících se na vytváření tvaru zemského povrchu mnoha lokalit. Žďárské vrchy typické skalními útvary na úzkých hřbetech oddělených hlubokými a rozevřenými údolími v tzv. žďárském typu georeliéfu.
Nedvědická vrchovina prořezána vodními toky v hlubokých údolích, u Kunštátu zaklesnuté křídové horniny ve tvaru stolové hory, např. Milenka (579 m n. m.) a Křib (582 m n. m.), nejvyšším vrcholem Horní les (772 m n. m.), ve vrcholové části od roku 2002 v nadmořské výšce cca 765 m rozhledna Horní les (vyhlídková plošina ve výšce 38 m).
Geomorfologický okrsek Sýkořská hornatina významný kryogenními tvary izolovaných skal, skalních hradeb, kamennými moři a balvanovými proudy.

## Ochrana přírody a krajiny
Značnou část území na severozápadě překrývá velkoplošná Chráněná krajinná oblast Žďárské vrchy, vyhlášená 30. července 1970. Správa se sídlem ve Žďáru nad Sázavou, s regionálním pracovištěm v Havlíčkově Brodě. Velký počet lokalit je zvláště chráněným územím maloplošného charakteru, významné jsou např. národní přírodní rezervace Žákova hora v oblasti Žďárských vrchů a národní přírodní památka Švařeč v Nedvědické vrchovině, také přírodní park Svratecká hornatina a podél koryta řeky Svratky vedená (Dalečín – Švařec) s názvem Svratecká vodohospodářská naučná stezka.